# Xingtai (Kreis)
Der Kreis Xingtai (chinesisch 邢台县, Pinyin Xíngtái Xiàn) war ein ehemaliger Kreis der chinesischen bezirksfreien Stadt Xingtai, Provinz Hebei. Er hatte eine Fläche von 1.983 km² und zählte 450.000 Einwohner (2004). Sein Hauptort war die Großgemeinde Lincheng (临城镇).
Mit Beschluss des Staatsrats vom 23. Juni 2020 wurde der Kreis aufgelöst und auf die Kreise Xiangdu und Xindu der Stadt Xingtai aufgeteilt.

## Administrative Gliederung
Auf Gemeindeebene setzte sich der Kreis aus einem Straßenviertel, dreizehn Großgemeinden und sechs Gemeinden zusammen. 